# Leopold Siemens

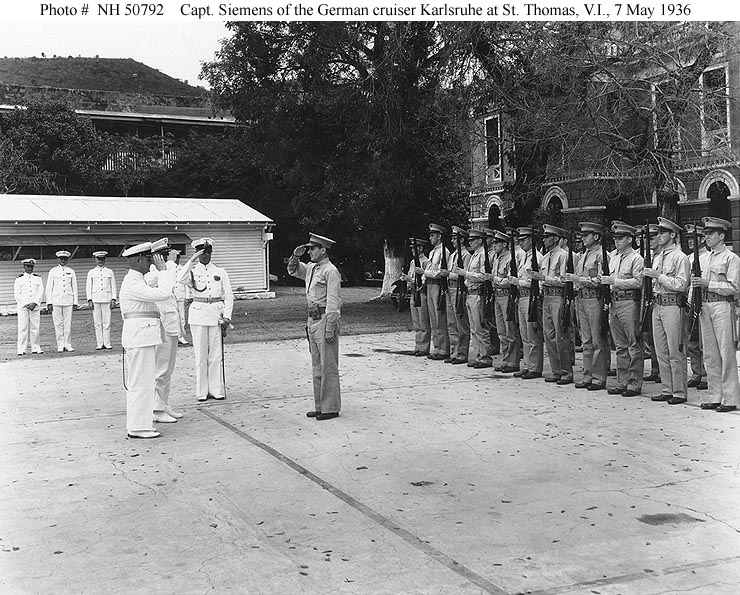
Leopold Siemens bei einem Empfang in Saint Thomas, Amerikanische Jungferninseln am 7. Mai 1936

Leopold Bruno Paul Siemens (* 17. Mai 1889 in Berlin; † 7. Dezember 1979 in Essen) war ein deutscher Marineoffizier, zuletzt als Vizeadmiral der Kriegsmarine.

## Leben
Siemens trat am 1. April 1910 als Offizieranwärter in die Kaiserliche Marine ein. Er diente während des Ersten Weltkriegs an Bord von Rheinland, Frauenlob und Friedrich der Große unter anderem als Funkoffizier und als Flaggleutnant beim I. Geschwader der Hochseeflotte.
Nach Kriegsende blieb er aktiv und wurde in die Reichsmarine übernommen. Er wurde 1921 zum Kapitänleutnant und 1929 zum Korvettenkapitän befördert. Von September 1935 bis September 1937 war Siemens Kommandant des Leichten Kreuzers Karlsruhe. Anschließend war er vom 29. September 1937 bis zum Beginn des Zweiten Weltkriegs Marineattaché an der deutschen Botschaft in London und Den Haag mit Sitz in London. Danach wurde er ab September 1939 Amtsgruppenchef für das Unterseebootswesen im Oberkommando der Marine.
Von 1940 bis 1941 war Siemens 2. Admiral der Flotte (Flottenkommando), eingeschifft auf dem Flottentender Hela, und anschließend Admiral der norwegischen Nordküste, ab 1943 Kommandierender Admiral der norwegischen Nordküste. Am 6. November 1944 wurde er von diesem Posten entbunden und zur Verfügung des Oberbefehlshabers des Marineoberkommandos Ostsee gestellt. Außerdem erhielt Siemens am 8. November 1944 das Deutsche Kreuz in Gold. Zum 31. Januar 1945 erfolgte seine Verabschiedung aus dem Militärdienst. Einen Tag darauf wurde Siemens zur Verfügung der Kriegsmarine gestellt, jedoch nicht mehr zum aktiven Dienst herangezogen.